# Wilkołaz Dolny

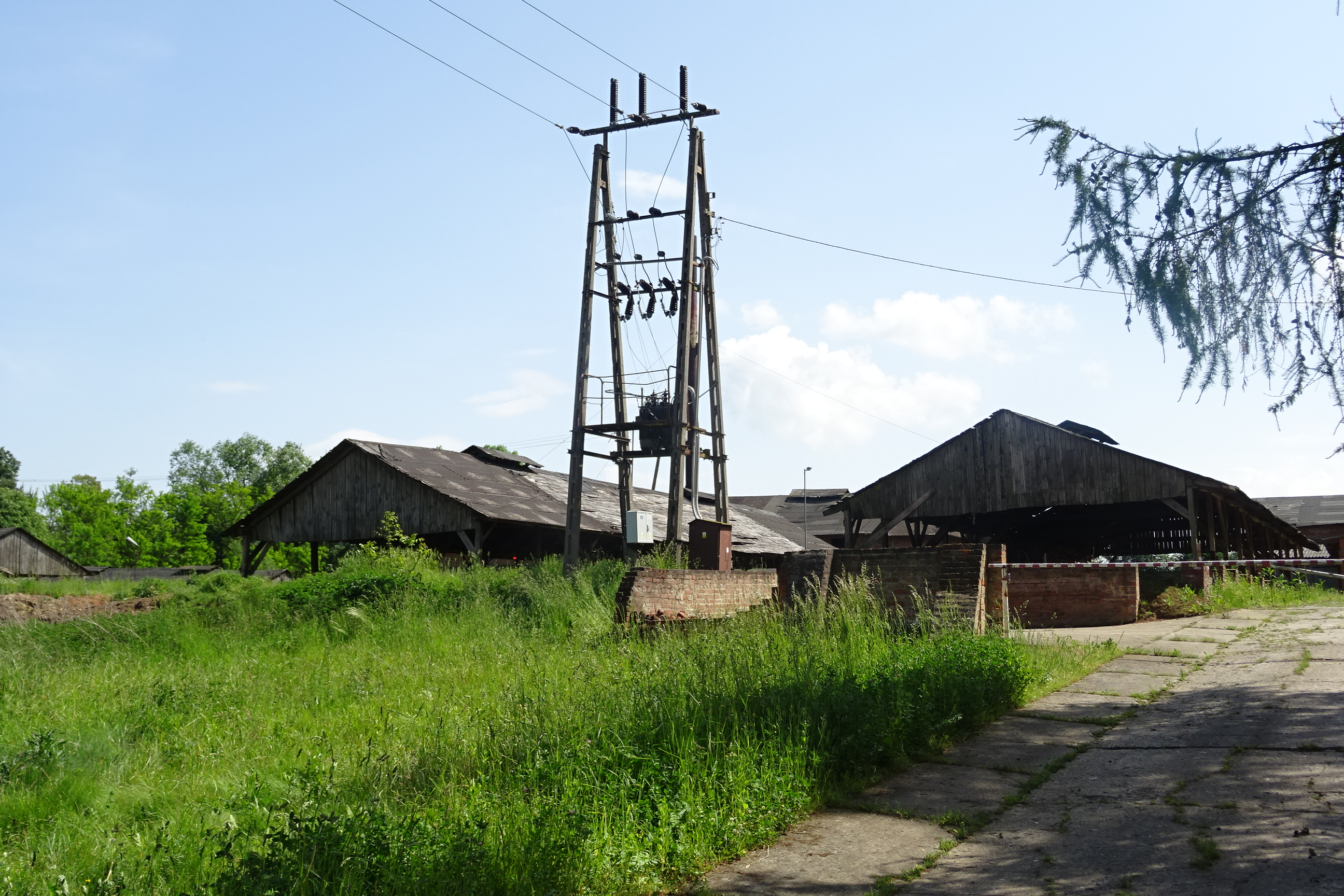
Ladrillera en el pueblo de Wilkołaz Dolny.

Wilkołaz Dolny [vilˈkɔEra ˈdɔlnɨ] es un pueblo en el distrito administrativo de Gmina Wilkołaz, dentro del condado de Kraśnik, Voivodato de Lublin, en Polonia oriental. Se encuentra aproximadamente a 13 kilómetros (8 millas) al noreste de Kraśnik y a 33 kilómetros (21 millas) al suroeste de la capital regional Lublin.
El pueblo tiene una población de 240 habitantes.